# Panzerschiff

Panzerschiff Ting Yuen (China), Stapellauf 1881, Turmschiff mit Panzerplatten der Dillinger Hütte

Der Begriff Panzerschiff bezeichnet verschiedene Arten von mit einer Panzerung versehenen Kriegsschiffen. Insbesondere wird Panzerschiff als Überbegriff für die gepanzerten dampfgetriebenen Kriegsschiffe in der zweiten Hälfte des 19. Jahrhunderts verwendet.

## Überblick

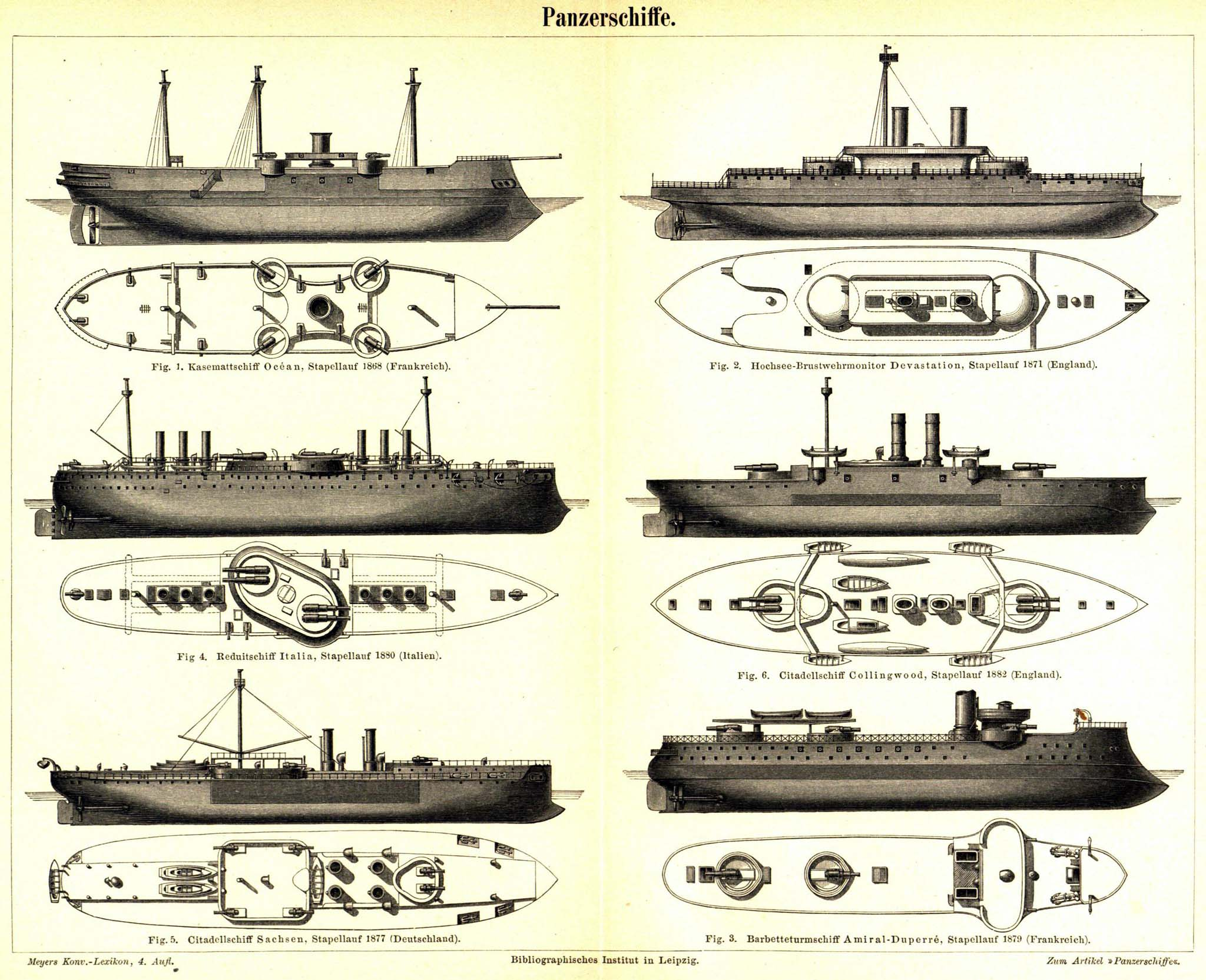
Panzerschiffe (Grafik um 1890)

Mit Entwicklung der Bombenkanone, die Explosivgeschosse verschießen konnte, verfügten hölzerne Kriegsschiffe nicht mehr über eine ausreichende Standfestigkeit gegenüber Beschuss. Das zeigte sich im Gefecht bei Eckernförde am 5. April 1849, in der Seeschlacht bei Sinope am 30. November 1853 und bei der Beschießung von Sewastopol am 17. Oktober 1854. Die von Frankreich entwickelten gepanzerten schwimmenden Batterien Tonnante, Lave und Dévastation zeigten bei der Beschießung des russischen Forts Kinburn am 17. Oktober 1855, dass Schiffe mit einer Panzerung aus Eisen in der Lage waren, Bombenkanonen zu widerstehen. Daraufhin begannen die Seemächte mit dem Bau gepanzerter Hochseeschiffe. Den Anfang machte Frankreich 1859 mit dem gepanzerten Holzschiff La Gloire. Großbritannien antwortete mit den gepanzerten Eisenschiffen Warrior und Black Prince. Das erste deutsche Panzerschiff war das 1864 in London vom Stapel gelaufene Turmschiff Arminius der königlich preußischen Marine.
Zum ersten Gefecht zwischen gepanzerten Kriegsschiffen kam es im amerikanischen Sezessionskrieg in der Schlacht von Hampton Roads zwischen der Monitor und der Virginia.
Der technische Fortschritt in der Epoche der industriellen Revolution ermöglichte eine rasante Fortentwicklung insbesondere bei Artillerie, Panzerschutz und Antrieb. Infolgedessen kam es zu einer großen Unsicherheit in taktisch-technischen Fragen. Sie schlug sich in einer Vielzahl von Entwürfen nieder, was auch eine Klassifizierung der Schiffe außerordentlich schwierig macht. Erst gegen Ende des 19. Jahrhunderts begannen sich mit dem Einheitslinienschiff, dem Panzerkreuzer und dem geschützten Kreuzer etablierte Standardtypen durchzusetzen.

## Entwicklung der Schiffstypen
Die ersten gepanzerten Kriegsschiffe waren Panzerfregatten wie die Gloire und die Warrior. Die Bezeichnung Fregatte leitete sich von der Aufstellung der Geschütze auf einem einzigen Batteriedeck ab, es handelte sich aber um die Hauptkampfschiffe der jeweiligen Flotten. Die Geschütze standen wie seit Jahrhunderten auf einem Batteriedeck und feuerten durch Stückpforten in der Panzerung. Aufgrund der Aufstellung der Geschütze bezeichnete man die Schiffe auch als Batterie- oder Breitseitschiffe. Die Panzerung der Seitenwände bestand aus 100 bis 200 mm starkem Schmiedeeisen.
Bei den Geschützen führte die Verwendung größerer Kaliber bald darauf zu einer Verringerung der Anzahl derselben. Sie wurden in der Schiffsmitte in einer verkürzten „Zentralbatterie“ (daher Zentralbatterieschiffe) aufgestellt, konnten aber immer noch nur querab feuern. Um größere Bestreichungswinkel für die schwere Artillerie zu erreichen, wurden die Bordwände vor und hinter der zentralen Batterie eingezogen, so dass die Geschütze an den Enden der Batterie auch nach vorn bzw. nach hinten schießen konnten (Kasemattschiffe).

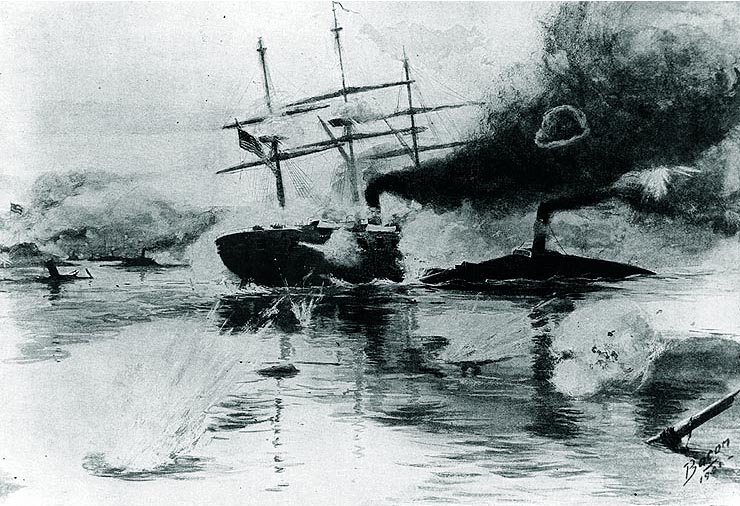
Brooklyn und Manassas

Schon zu Beginn des Sezessionskrieges wurden sowohl in den Nord- wie Südstaaten Widderschiffe entwickelt, bei denen es sich um Panzerschiffe mit einem Rammsporn (Englisch: ram, metaphorisch für Widder) handelte. Erstes Schiff dieser Art und erstes Panzerschiff auf dem amerikanischen Kontinent war die Manassas, die 1861 in Dienst gestellt wurde.
Den nächsten Entwicklungsschritt stellte das 1879 von Stapel gelaufene französische Barbetteschiff Amiral Duperré dar. Dieses trug seine aus vier 34-cm-Geschützen bestehende Hauptbewaffnung drehbar in oben offenen gepanzerten Barbetten. Die Mittelartillerie von vierzehn 14-cm-Geschützen war ungeschützt in Breitseitenaufstellung in einem Batteriedeck angeordnet. Neben einem 300 mm starken Barbettepanzer verfügte die Amiral Duperré über einen Wasserlinienpanzer von 559 mm und wegen der größer werdenden Schussweiten über ein Panzerdeck von 60 mm Stärke. Die Aufstellung der Geschütze drehbar in Barbetten oder in drehbaren Türmen (siehe Turmschiffe weiter unten) ermöglichte zusammen mit dem Wegfall der Segeltakelage stark verbesserte Bestreichungswinkel.

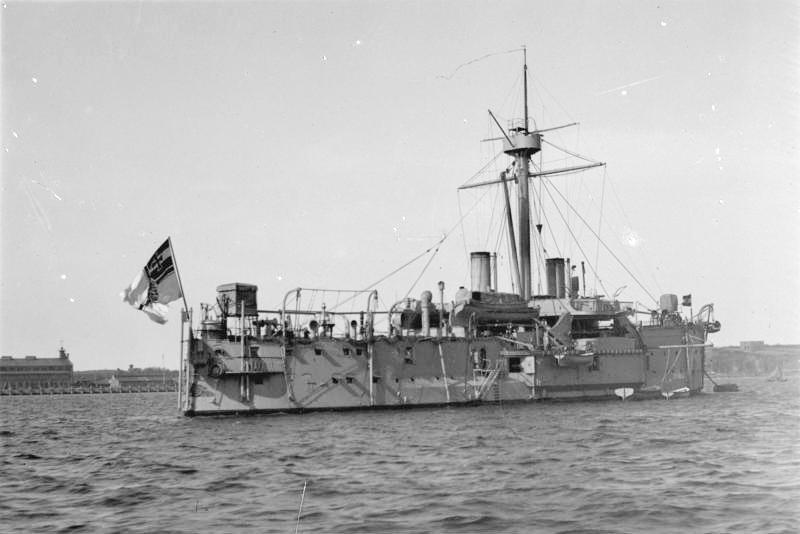
Deutsches Panzerschiff Oldenburg, fertiggestellt 1884

Mit der größer werdenden Durchschlagskraft der Schiffsartillerie war es notwendig, die Stärke der Panzerung zu vergrößern und dabei zum Gewichtsausgleich die Ausdehnung der gepanzerten Flächen zu verringern. Dies führte zu dem Versuch, die lebenswichtigen Teile (Artillerie, Magazine und Antrieb) auf möglichst kleinem Raum in einer zentralen gepanzerten Zitadelle zusammenzufassen (Zitadellschiffe). Die Schiffsteile vor und hinter der Zitadelle sollten durch ein unter der Wasserlinie liegendes Panzerdeck und eine gute wasserdichte Unterteilung vor katastrophalen Wassereinbrüchen geschützt werden. Beispiele sind die deutsche Sachsen-Klasse von 1877 (in der kaiserlichen Marine als „Panzerkorvetten“ oder „Ausfallkorvetten“ bezeichnet) und die mit vier 43,2-cm-Geschützen bewaffnete italienische Italia von 1880. Von der Geschützaufstellung her können beide Schiffe weiterhin als Barbetteschiffe bezeichnet werden.

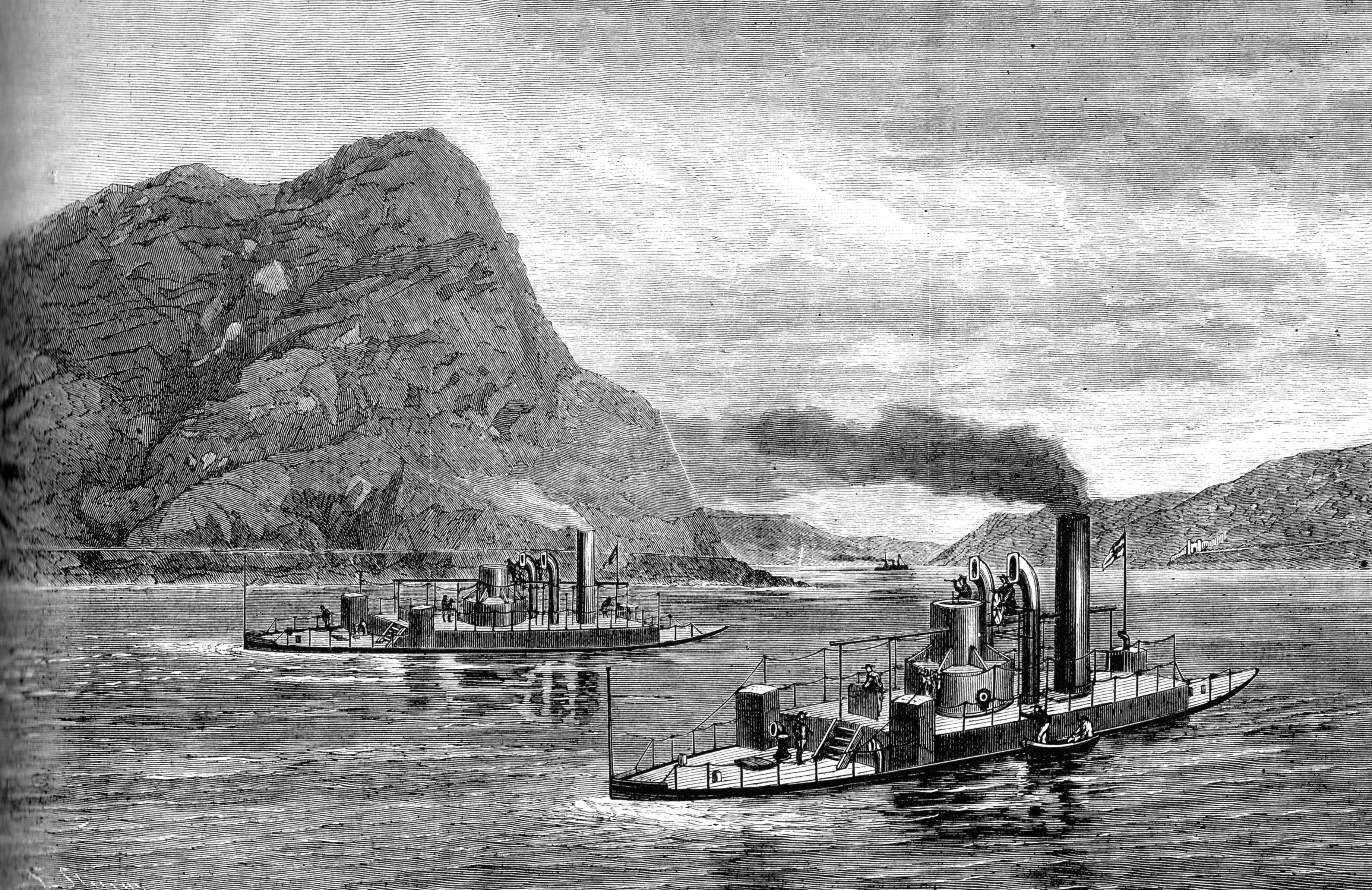
Die Flusskanonenboote Rhein (links) und Mosel auf dem Rhein 1875

Eine Parallelentwicklung bezüglich der Geschützaufstellung waren sog. Turmschiffe, die ihre Geschütze in drehbaren, geschlossenen Panzertürmen trugen. Das erste und auch bekannteste Turmschiff war die Monitor (1862). Nach ihr wird ein Schiffstyp Monitor genannt. Dieser diente der Verteidigung von Küsten und Flüssen und zeichnete sich dadurch aus, dass der Rumpf nur knapp aus dem Wasser ragte – bei Flussmonitoren waren das oftmals nur wenige Zentimeter, wie z. B. bei der deutschen Rhein-Klasse von 1874.
Da die Panzertürme eine große Masse darstellten, mussten sie vergleichsweise niedrig im Schiff aufgestellt werden. Dies führte normalerweise zu einem geringen Freibord und damit zu einer eingeschränkten Seetüchtigkeit, was am 6. September 1870 zum Untergang des britischen Turmschiffs Captain im Sturm vor Kap Finisterre führte.
Um 1890 lief die Entwicklung der verschiedenen Panzerschiffstypen zusammen. Es bildete sich ein in allen Flotten ähnlicher Typ von gepanzertem Hauptkampfschiff heraus, der später als Einheitslinienschiff bezeichnet wurde.

## Panzerung
In dem betrachteten Zeitraum waren die Schiffe wegen der erwarteten geringen Gefechtsentfernungen gegen Flachfeuer gepanzert, aber nicht gegen indirektes Feuer. Das bedeutet, dass die vertikalen Panzerflächen die größten Panzerstärken (je nach Material bis zu 60 cm Eisen oder Stahl) aufwiesen, während der Horizontalpanzer nur wenige Zentimeter dick war.
Die Fortentwicklung der Artillerie machte eine dauernde Verbesserung des Panzerschutzes der Schiffe notwendig. Neben der weiter oben beschriebenen Konzentration der Panzerung trug hierzu die stetige Weiterentwicklung des Panzermaterials bei.

Detail der Panzerung der Panzerkorvette Sachsen der Kaiserlichen Marine, 1877

Die ersten Panzerschiffe waren mit einem Panzer aus Schmiedeeisen geschützt, der normalerweise aus mehreren aufeinander genieteten Platten bestand (Lamellenpanzer). Ab ca. 1865 wurde Walzeisen als Panzermaterial verwendet. Für diese und auch spätere Panzertypen bis zum Zweiten Weltkrieg war eine Hinterlegung mit Hartholz typisch, die durch Treffer verursachte Absplitterungen an der Rückseite der Panzerplatte abfangen sollte.
Als die verwendeten Walzeisenplatten die maximal herstellbare Dicke erreicht hatten, legte man mehrere Schichten Eisen und Hartholz abwechselnd hintereinander und kam so zum Sandwichpanzer (siehe Schema des Panzers der Ausfallkorvetten der Sachsen-Klasse rechts; der Panzer hatte eine Dicke von insgesamt 85,6 cm, davon 40,6 cm Panzerplatten).
Im Jahr 1877 wurde in Großbritannien der Compound- oder Verbundpanzer entwickelt. Dazu schweißte man Stahlplatten auf die Außenseite von Walzeisenplatten (d. h. der dem auftreffenden Geschoss zugewandten Seite). Die Härte des Stahls sollte das gegnerische Geschoss zerstören oder zurückweisen, während die Unterlage aus elastischerem Walzeisen ein Zerspringen der Stahlplatte verhindern sollte. Die zur gleichen Zeit aufkommenden reinen Stahlpanzer wurden aufgrund ihrer Sprödigkeit teilweise als unterlegen angesehen.
Um 1890 begann sich gehärteter Nickelstahlpanzer durchzusetzen (erste Einführung 1889 durch die französische Firma Schneider-Creusot). Die Legierung des Stahls mit Nickel erhöhte sowohl dessen Härte als auch dessen Zähigkeit.
Ein wesentlicher Schritt vorwärts war der ab 1891 in den USA entwickelte, aus Nickelstahlplatten hergestellte Harveypanzer. Bei diesem war die Außenseite der Panzerplatte besonders gehärtet, während die Rückseite der Platte vergleichsweise elastisch war. Somit hatte die Panzerplatte ähnliche Eigenschaften wie der Verbundpanzer. Erreicht wurde dies durch eine Erhöhung des Kohlenstoffgehaltes des Stahls auf der Außenseite von 0,1 % bis 0,2 % auf ca. 1 % und durch eine schlagartige Abkühlung der Außenseite nach dem Erhitzen. Krupp verbesserte dieses Verfahren zwischen 1892 und 1895 mehrfach durch die Verwendung von Chrom-Nickelstahl und ein verbessertes Abschrecken der gehärteten Plattenseite.
Vergleicht man verschiedene Quellen, so kommt man zu etwa folgendem Verhältnis der Schutzwirkung verschiedener Panzerungstypen: 300 mm Eisenpanzer entspricht 200 mm Verbundpanzer entspricht 125 mm Harveypanzer entspricht 100 mm Krupppanzer. Dies bedeutet, dass man mit nach dem Kruppschen Verfahren hergestellten Panzer für dieselbe Schutzwirkung nur ein Drittel der Masse eines Eisenpanzers aufwenden musste.

## Bilder

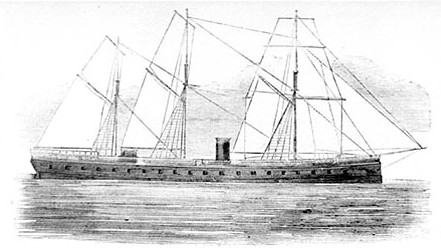
La Gloire (Frankreich, 1859)
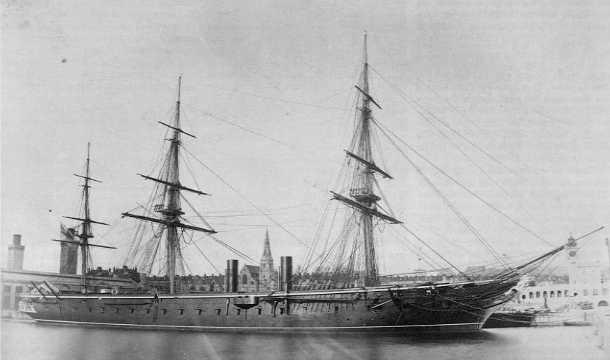
HMS Warrior (1860)
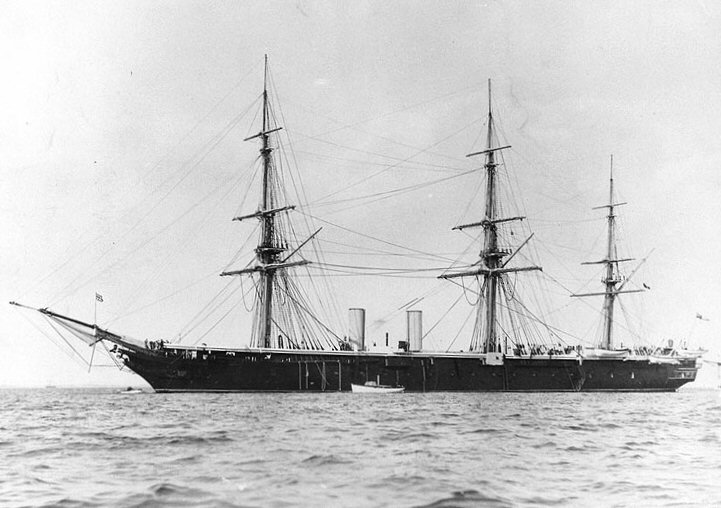
HMS Black Prince (1861)
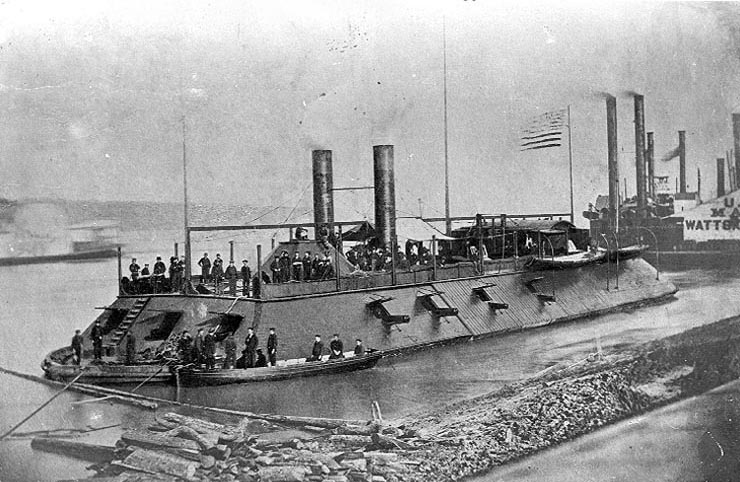
USS Cairo (1862)
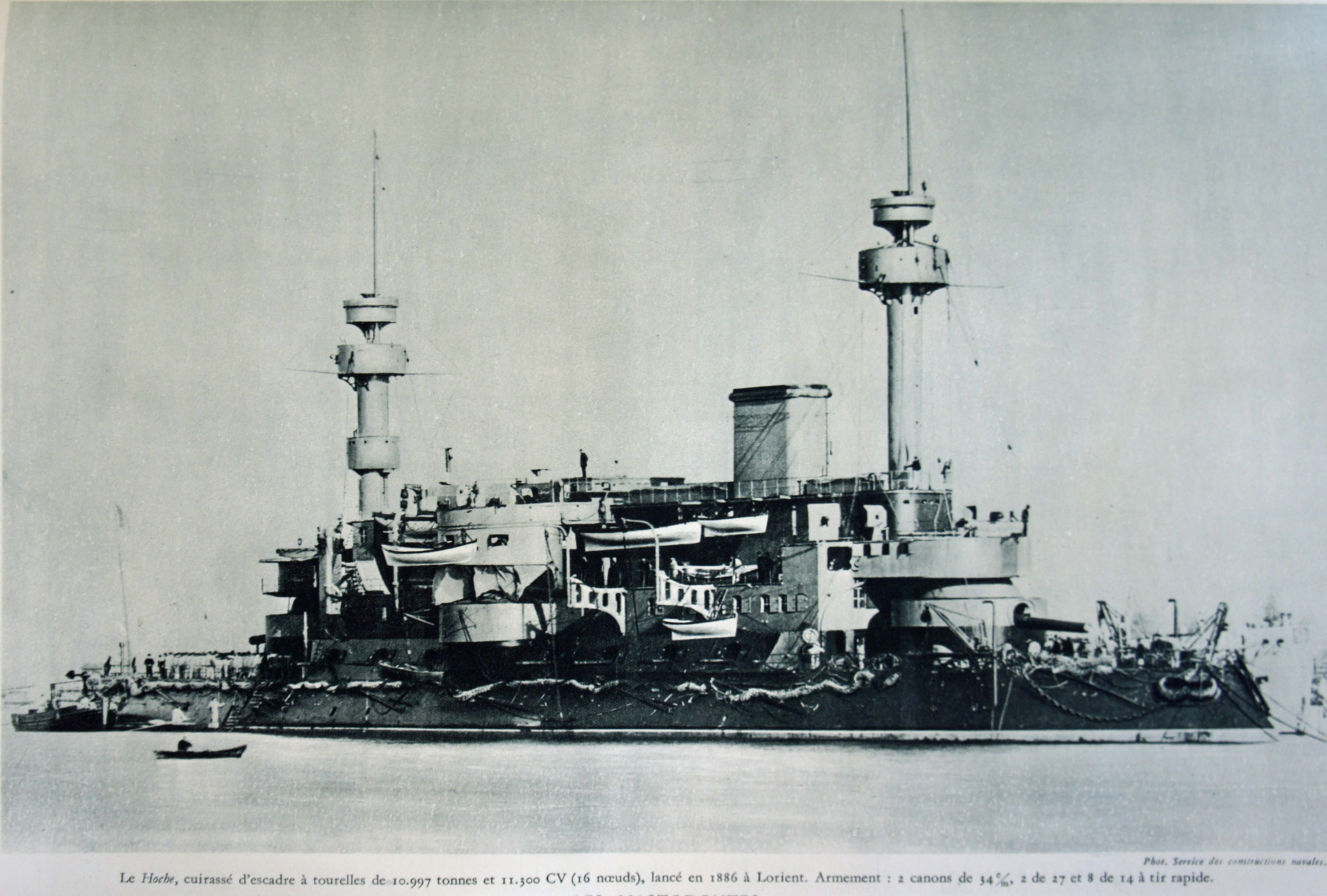
Hoche (um 1890)